# Klosterschule (Hamburg)
Die Klosterschule (KS oder KLS) ist ein Gymnasium im Hamburger Stadtteil St. Georg. Die Schule wurde 1872 als erste höhere Mädchenschule Hamburgs unter dem Namen Unterrichtsanstalten des Klosters St. Johannis gegründet und 1923 verstaatlicht. 1934 zog die Schule in das von Fritz Schumacher entworfene Schulgebäude am Westphalensweg um, das heute unter Denkmalschutz steht. Seit 1968 sind auch Jungen an der Klosterschule zugelassen. 2015 wurde die Klosterschule mit dem Deutschen Schulpreis ausgezeichnet.

## Geschichte
1866 verkaufte die vom Senat kontrollierte Stiftung des Klosters St. Johannis Teile des Kloster-Grundbesitzes an ein Konsortium. Das verkaufte Vorwerk Harvestehude umfasste das Gebiet zwischen Rothenbaumchaussee, Isebek und Hallerstraße, und sollte für Straßen und Bauplätze parzelliert werden. Der Kaufpreis betrug vier Millionen Mark Banco, nach Preisen von 2019 sind das knapp 17 Millionen Euro. Bürgermeister Kirchenpauer hegte im Zuge des Ausbaus des Hamburger Schulwesens ohnehin den Plan, eine höhere Schule für Mädchen einzurichten. Als Patron der Stiftung St. Johannis konnte er 1871 durchsetzen, dafür das Geld aus dem Grundstücksverkauf zu verwenden.
1872 nahm die Unterrichtsanstalt des Klosters St. Johannis als höhere Mädchenschule mit Lehrerinnenseminar ihren Betrieb auf, vorerst in Privaträumen. 1874 zog die Klosterschule in das für sie neugebaute Gebäude am Holzdamm ein. 1910 wurde die Schule zur Vollanstalt mit realgymnasialem Zweig ausgebaut. 1923 wurde die Schule während der Weltwirtschaftskrise und Inflation verstaatlicht.
Nach der „Machtergreifung“ erfolgte 1933 ein Umbau des Kollegiums. An der Klosterschule gab es fünf Lehrer, die bereits vor 1933 NSDAP-Mitglieder gewesen waren. Damit existierte an der Klosterschule die „älteste nationalsozialistische Zelle an den höheren Schulen Hamburgs überhaupt“. Auf Betreiben dieser Gruppe wurde der sozialdemokratische Lehrer Walter Bacher aus dem Schuldienst entlassen. 1934 erfolgte die Zusammenlegung mit der Deutschen Oberschule auf dem Lübeckertorfeld (DOL), in deren aufgestocktes Gebäude am Westphalensweg die vereinte Schule unter dem Namen „Klosterschule“ einzog. Bis 1937 gab es an der Schule die Zweige Realschule, Realgymnasium und Deutsche Oberschule für Mädchen (OfM). Bei den schweren Bombenangriffen auf Hamburg 1943 wurde das ursprünglich geneigte Dach beschädigt und nach Kriegsende als Flachdach wiederhergestellt.
1957 wurde die Schule zum Gymnasium, 1968 wurde die Koedukation eingeführt. 1981 sollte die Klosterschule wegen zu geringer Anmeldezahlen keine neuen 5. Klassen mehr aufnehmen und später geschlossen werden. Die Schließungspläne von Schulsenator Joist Grolle betrafen neben der Klosterschule in ganz Hamburg 105 Schulen. Nach Protesten und teilweiser Schulbesetzung wurde der Beschluss zur Schließung der Klosterschule aufgehoben.
Ab 1993 war die Klosterschule ein Ganztagsgymnasium in Angebotsform („Offene Ganztagsschule“). 1997 wurde der Neubau für die Ganztagsaktivitäten (Haus C) eingeweiht. 2005 wurde das Gymnasium zur gebundenen Ganztagsschule und damit zum Vorbild für andere Hamburger Schulen. 1996 wurde in Hamburg das neunstufige Gymnasium wieder eingeführt, 2010 reduzierten sich die Stufen mit Einführung des G12-Abiturs wieder auf acht. 2007 wurde ein Erweiterungsbau (Haus B) fertiggestellt, der den Schumacher-Altbau (Haus A) mit dem 1995/97 erbauten Erweiterungsgebäude (Haus C) verbindet. 2015 wurde die Klosterschule mit dem Deutschen Schulpreis ausgezeichnet. 2016 wurde ein neugebautes Oberstufengebäude eröffnet (Haus D). Ab 2016 gab es im Zuge des Zustroms von Flüchtlingen und Migranten an der Klosterschule Flüchtlingsklassen, die in Schulcontainern (Haus K) untergebracht wurden.

## Architektur

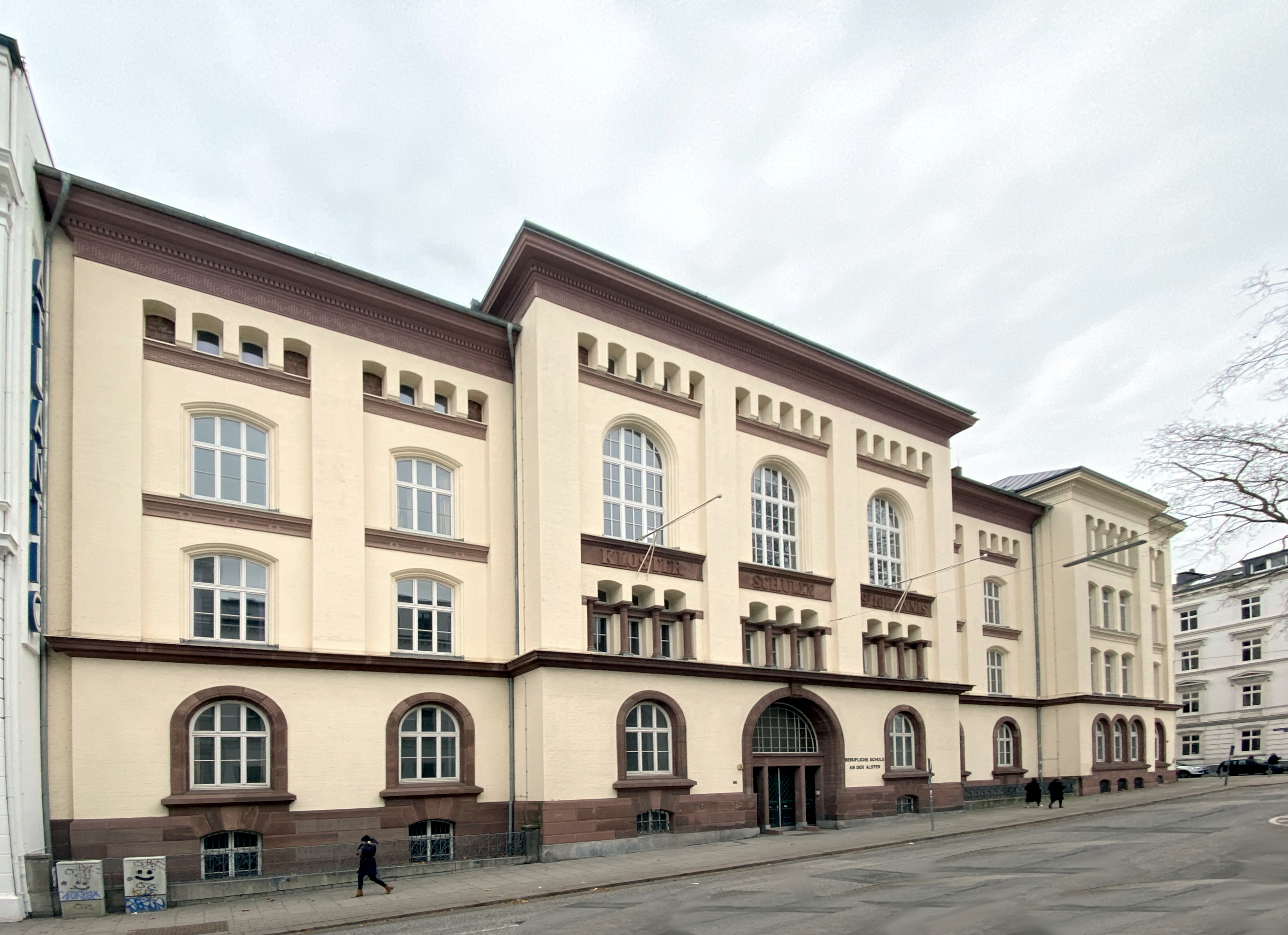
Ehemaliger Standort am Holzdamm

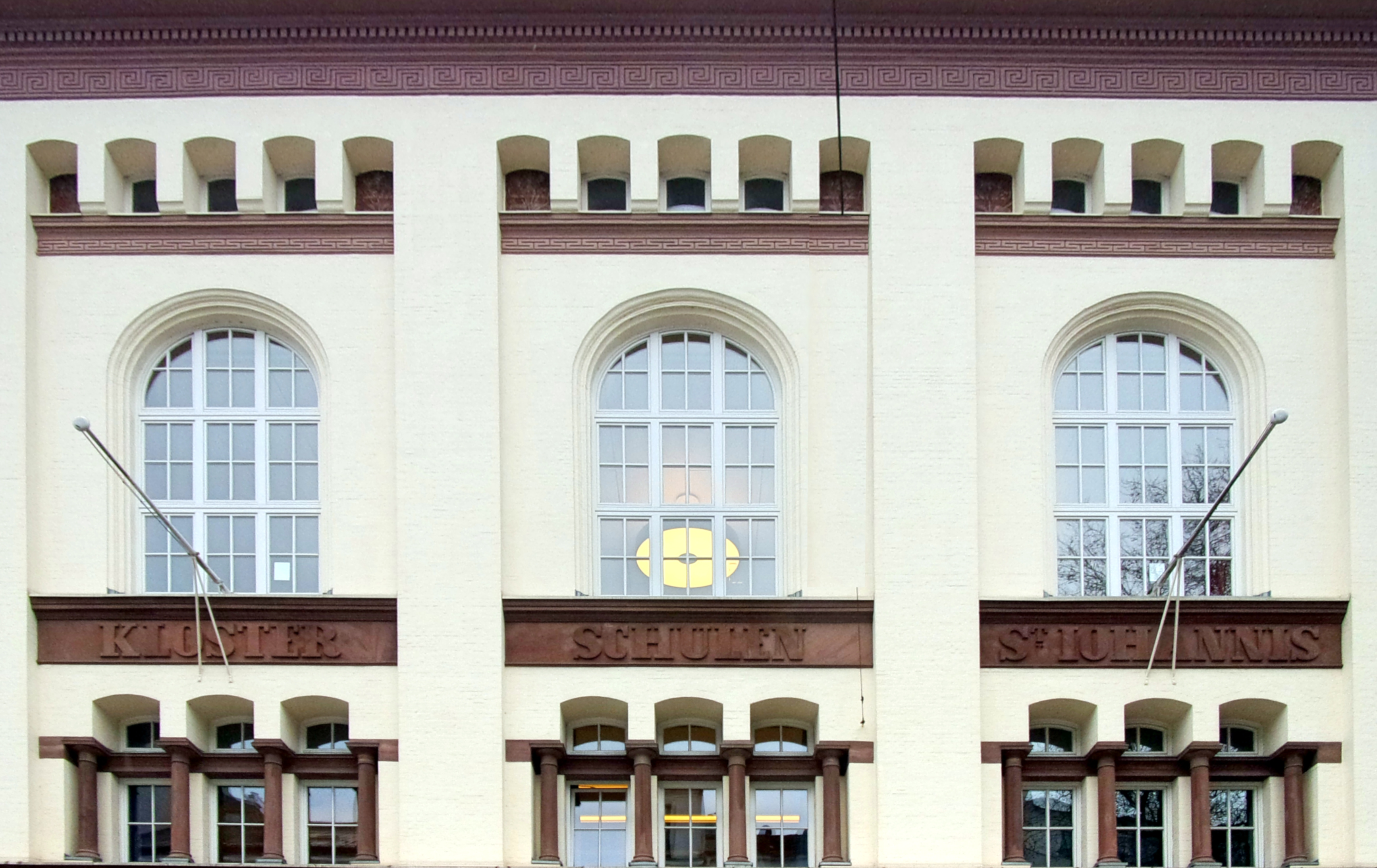
Fassade des Schulgebäudes am Holzdamm mit Inschrift „KLOSTER SCHULEN St. JOHANNIS“

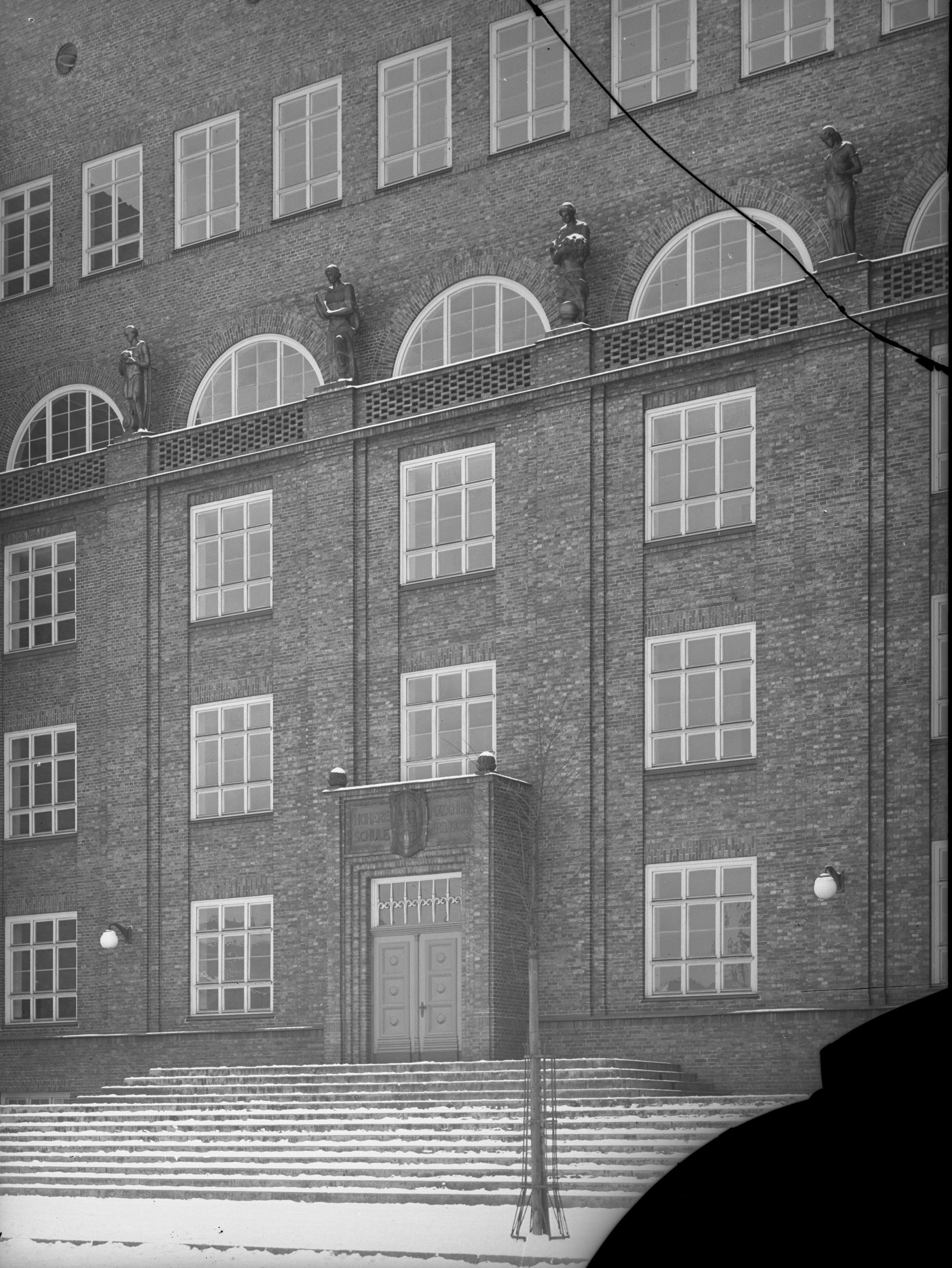
Eingang des damaligen Lyzeums am Lübeckertorfeld zum Schulhof, mit Figuren von Richard Kuöhl (1926)

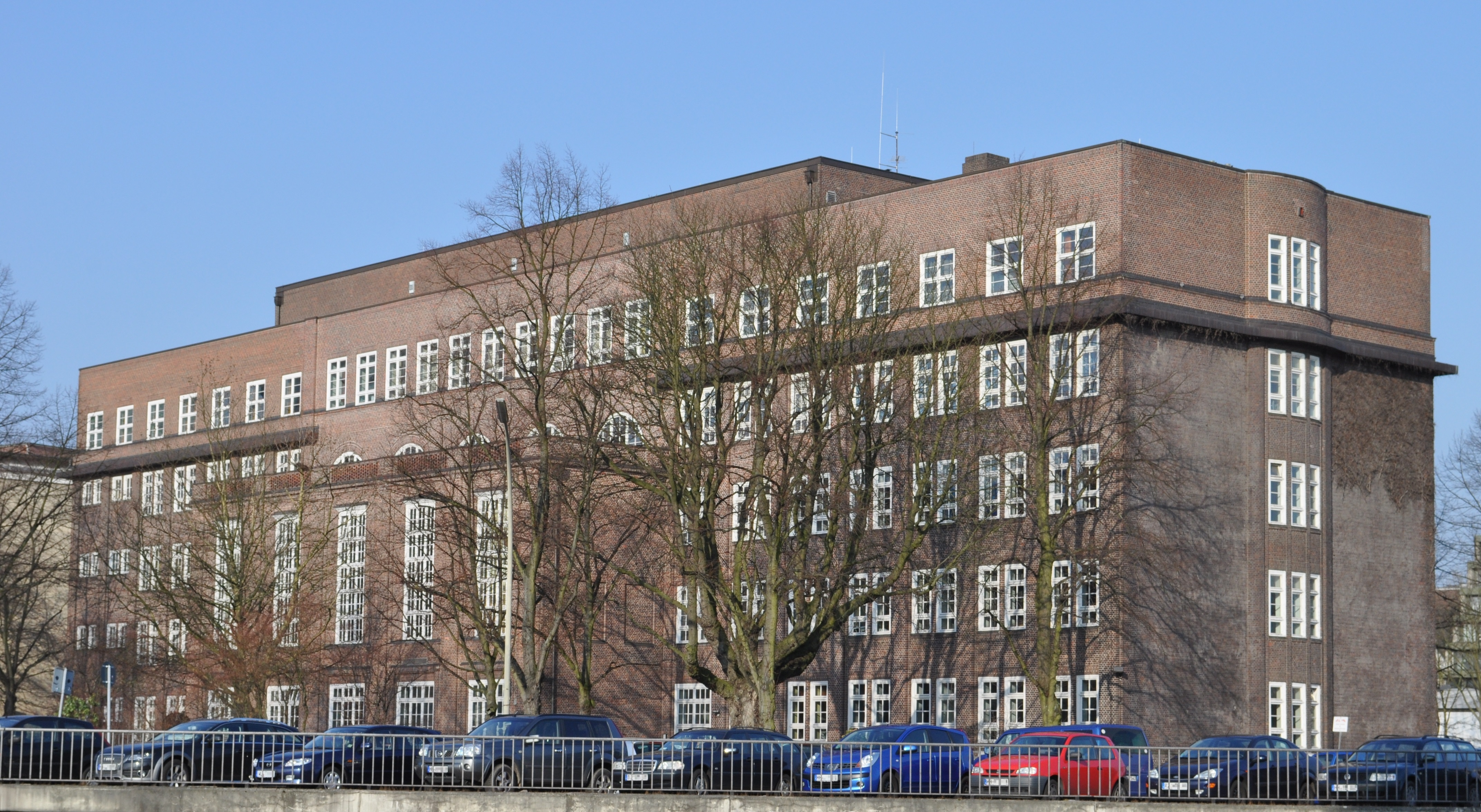
Hauptgebäude der Klosterschule, Fassade zum Westphalensweg

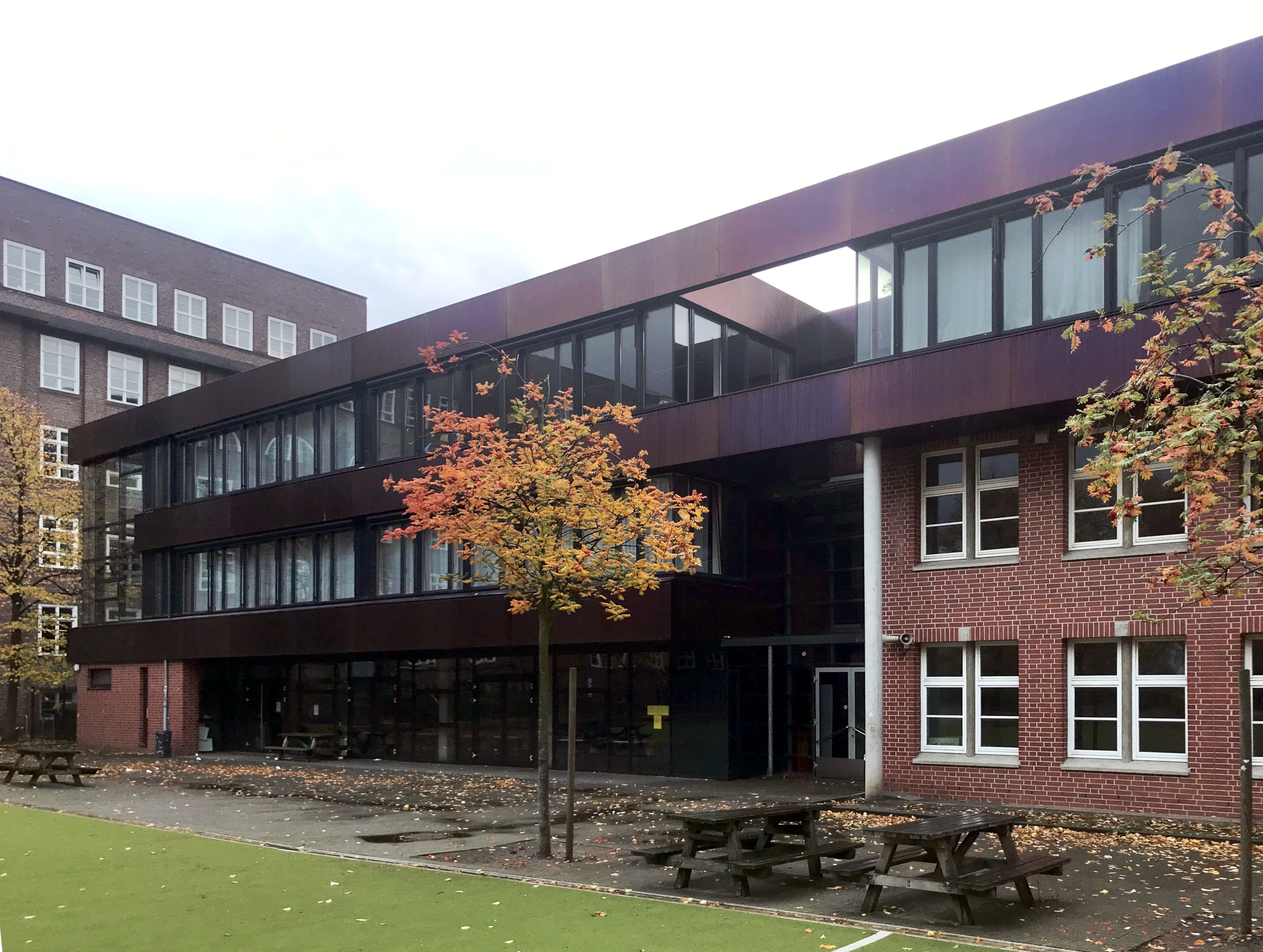
Erweiterungsbau von 1995 (Backsteinfassade) mit Überbauung von 2007 (Kupferfassade)

Das erste nach der Gründung bezogene Schulgebäude existiert heute noch, es befindet sich am Holzdamm 5, direkt neben dem Hotel Atlantic. Das Gebäude nach Entwürfen von Hermann Hastedt wurde 1873/74 mit roher Backstein-Fassade gebaut, die später einen Farbanstrich erhielt. An der Rautenbergstraße 9 kam 1884 ein Anbau hinzu. Am Holzdamm 5 zog später die Staatliche Handelsschule Holzdamm ein.
Das heutige Hauptgebäude der Schule befindet sich in Hamburg-St. Georg auf einem Grundstück von etwa 15.000 m². Das massiv gefertigte Hauptgebäude (Haus A) ist dunkelrot verklinkert und in der typischen Formensprache öffentlicher Hamburger Gebäude in der Ägide des Stadtbaudirektors Fritz Schumacher gestaltet. Das 1923 fertiggestellte Gebäude ist streng symmetrisch entworfen, die Fassade mit Pfeilern gegliedert. Klassen- und Fachräume gehen beidseitig von Mittelkorridoren ab, die nur am Stirnende des Gebäudes und im Treppenhaus belichtet werden. Auch größere Räume wie Turnhalle und Aula sind in die geschlossene Kubatur des Baus integriert und nicht unmittelbar von außen ablesbar.
Das Hauptgebäude wurde ursprünglich für das Lyzeum am Lübeckertorfeld (Werksliste 213) errichtet und als Teil eines Ensembles mit zwei weiteren Schumacher-Bauten geplant: die Technische Staatslehranstalt (Werksliste 116) gehört zur Hochschule für Angewandte Wissenschaften Hamburg und die Kaufmännische Schule (Werksliste 214) wurde zur Beruflichen Schule Am Lämmermarkt (beides Stand 2019). Diese drei Gebäude beziehen sich in Achsen und Dimensionen aufeinander, durch in der Nachkriegszeit dazwischengeschobene Neubauten sind diese Zusammenhänge nicht mehr erkennbar.
Der Erweiterungsbau (Haus B und C) wurde von 2006 bis 2007 errichtet. In dem dreistöckigen Gebäude sind neben Klassenräumen auch eine Großküche, ein Speiseraum und Räume für die Freizeitgestaltung enthalten. Die Fassade ist mit Edelstahl verkleidet, der die Farben des Altbaus aufgreift. Damit wurden der Schule 1400 m² Nutzfläche bei Baukosten von 4,7 Mio. Euro hinzugefügt. Der Erweiterungsbau ist an den Fritz-Schumacher-Altbau mit einem Skywalk im ersten Obergeschoss angeschlossen. Der zweistöckige Neubau von 1995 mit Backsteinfassade und Sprossenfenstern wurde dabei überbaut, ist aber noch seitlich sichtbar.
Das 2016 eingeweihte Oberstufengebäude (Haus D) ist ein zweigeschossiges Gebäude aus Massivholz, das acht Kursräumen Platz bietet. Das Gebäude steht nordöstlich am Rand des Schulgeländes und ist mit den Bestandsgebäuden nicht baulich verbunden. Das Treppenhaus befindet sich in der Mitte des leicht versetzt angeordneten Hauses.

## Heutiges Profil
Auf Grund des besonderen Profils hat die Klosterschule ein recht weites Einzugsgebiet, wenn auch viele Schüler aus den benachbarten Stadtteilen St. Georg, Hohenfelde, Rothenburgsort und Hamm kommen. Der Hintergrund der Schülerschaft ist entsprechend gemischt. Dennoch wurde für das Gymnasium 2013 ein hoher Sozialindex (5 auf einer Skala von 1 bis 6) errechnet. Im Schuljahr 2016/17 hatten 45 % der Schüler der Klosterschule einen Migrationshintergrund.
An der Klosterschule wurden in der Oberstufe im Schuljahr 2019/20 sechs Profile angeboten:
- Musik und Kultur (Musik, PGW, Theater)
- Kunst und Kultur (Bildende Kunst, Philosophie, Geschichte, Deutsch)
- Demokratie und Verantwortung (PGW, Biologie, Kunst)
- Macht und Inszenierung (Geschichte, Darstellendes Spiel, PGW)
- Mensch und Gesundheit (Biologie, Sport, Chemie, PGW)
- Modell und Wirklichkeit (Physik, Philosophie, Informatik)

## Bekannte Ehemalige
Lehrerinnen und Lehrer:
- Valentin Noodt (1825–1892), Pädagoge, Sohn von Valentin Noodt (Erster Direktor der Klosterschule von 1872 bis 1889)[23]
- Alfred Kleeberg (1887–1957), Pädagoge (Ab 1933 Schulleiter der Deutschen Oberschule auf dem Lübeckertorfeld, dann von 1934 bis 1945 Schulleiter der Klosterschule)
- Alice Pollitz (1890–1970), Pädagogin  (Schulleiterin des Neuen Lyzeums am Westphalensweg von 1923 bis 1933)
- Walter Bacher (1893–1944), Widerstandskämpfer (1927 bis 1933 Lehrer an der Klosterschule)
- Käthe Thiemann (1911–2001), Pädagogin (Lehrerin an der Klosterschule ab 1949, dort von 1960 bis 1973 Schulleiterin)

Schülerinnen und Schüler:
- Eva Michaelis-Stern (1904–1992), Sozialarbeiterin
- Ursula Hoff (1909–2005), rassistisch Verfolgte, Kunsthistorikerin in Melbourne (Abitur 1929 an der Klosterschule)
- Margaretha Rothe (1919–1945), Widerstandskämpferin (Abitur 1938 an der Klosterschule)
- Traute Lafrenz (1919–2023), Widerstandskämpferin (Abitur 1938 an der Klosterschule)
- Anneliese Ruppenthal (1923–2016), Kirchenhistorikerin (Abitur 1943 an der Klosterschule)
- Renate Hauschild-Thiessen (1929–2020), Historikerin
- Ursula Perkow (1944–2009), Bibliothekarin (Abitur an der Klosterschule)
- Karen Koop (* 1944), Politikerin (CDU), MdHB
- Sarah Timmann (* 1995), Politikerin (SPD), MdHB
- Julian Herrmann (* 1995), Politiker (CDU), MdHB